# Fetichismo del pañal

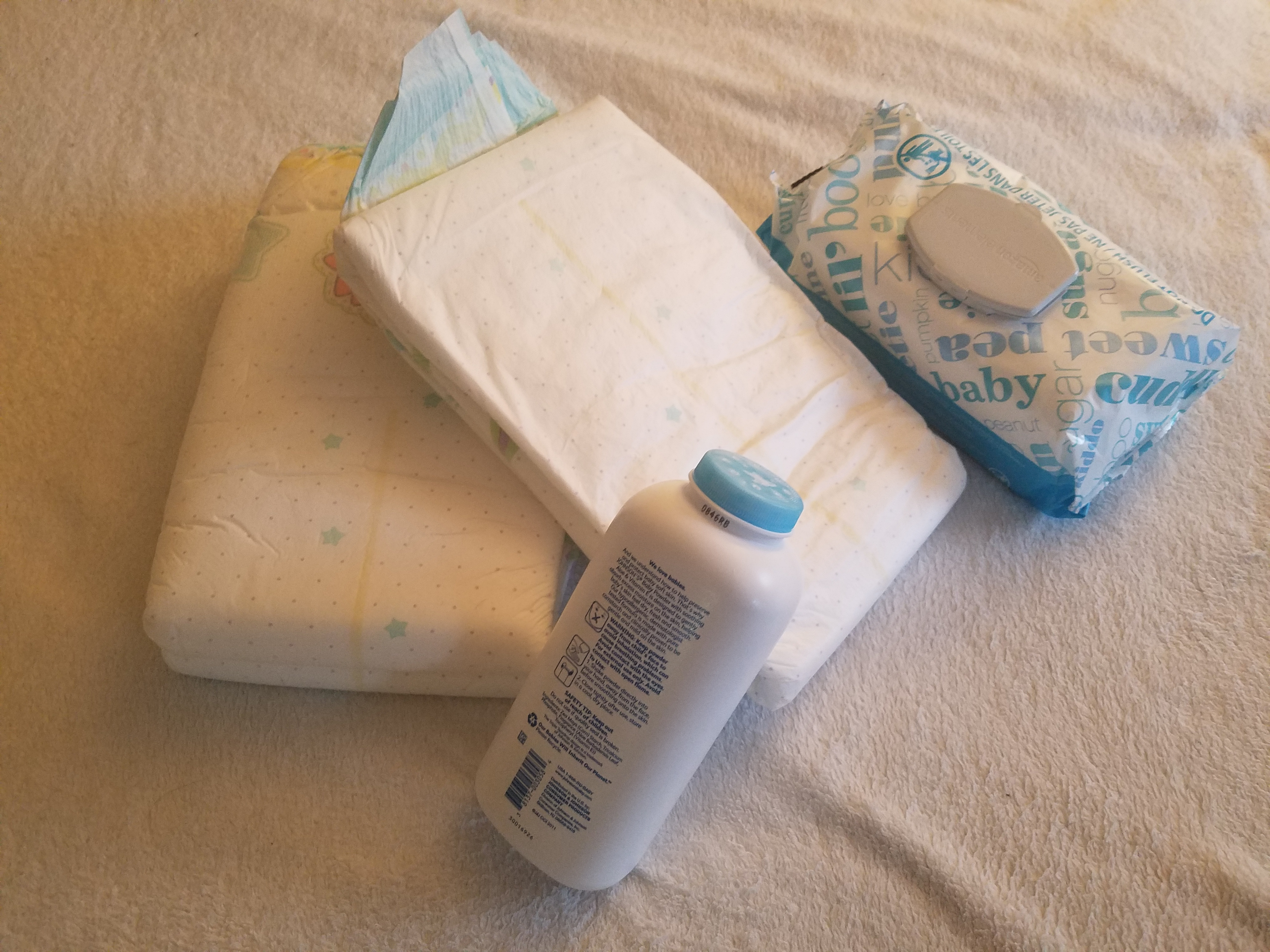
Varios accesorios asociados con el fetichismo de los pañales y el juego de roles ABDL.

Fetichismo de pañal (en inglés: diaper fetishism, nappy fetishism o diaperism) es un tipo de fetiche de ropa. Una persona con un fetiche de pañal deriva placer del pañal y/o uso de él. Existe una amplia gama de comportamientos relacionados con obtener placer del uso del pañal, desde el ponerse uno mismo un pañal y sentir placer de forma tranquila en la intimidad personal, hasta el ser forzado a llevar pañales como forma de humillación es a veces un comportamiento encontrado en el masoquismo sexual.
Es importante hacer notar que la comunidad del fetiche del pañal se opone totalmente y condena el acto de la pedofilia, ya que estos no están relacionados en lo absoluto. Ambos, hombres y mujeres, pueden practicar el fetiches por los pañales. En septiembre del 2015, Huffington Post Arts & Culture publicó una entrevista sobre los fetiches del pañal que fue considerada como informativa dentro de la comunidad.

## Fetiches de pañales

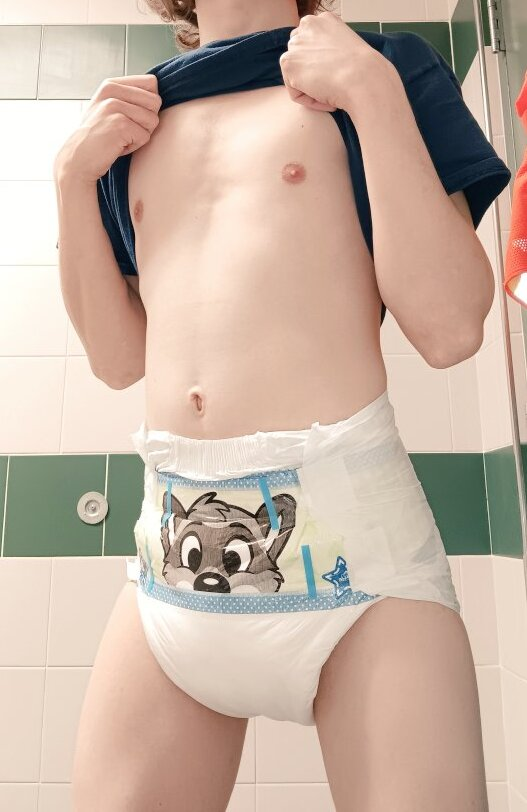
Adulto en pañal.

Los amantes del pañal varían ampliamente en su foco de atención. No hay un arqueotipo de comportamiento; por lo tanto, una gama ancha de los patrones y los comportamientos existen, aunque generalmente tiende para ser  una forma de liberación de alguna clase de presión.
Mientras se llevan pañales, un fetichista del pañal generalmente experimenta un sentimiento de consolación. Para otros fetichistas del pañal sencillamente llevar un pañal, el sentimiento voluminoso y ruidoso asociado con él, es bastante para causar el fetiche, una forma de placer erótico o excitación sexual. Para muchos otros, el pañal aporta un sentimiento de seguridad y liberación del estrés ocasionado por el día a día de la vida adulta.
Aun así, la mayoría de prácticas relacionadas con sus fantasías de pañal (ejemplo: el llevar pañales) se usan de una manera que probablemente no puede ser notado por un transeúnte en la calle. Algunos usuarios del pañal llevan sus pañales por una cantidad limitada de tiempo, mientras otros prefieren llevarlos puestos en programa de 24 horas, los siete días de la semana (24/7).
Algunos usuarios "mojan" (Micción) sus pañales, otros prefieren "ensuciar" (defecación) sus pañales, y otros hacen ambas. Algunos no utilizan los pañales en absoluto (solo se los ponen).

### Infantilismo parafílico
Los fetichistas del pañal y amantes de pañal (abreviado en inglés: "DLs") son a menudo asociado con los bebes adultos, que aunque ambos utilizan pañales, los fetichistas del pañal no presentan el comportamiento de querer ser tratados y sentirse como bebes en comparación con los bebes adultos (abreviado en inglés: "ABs") que si lo presentan. La mayoría de amantes del pañal no se introducen en ninguna clase de actividades del infantilismo y es solo están interesados en los pañales. Sin embargo, hay quienes están interesados en las dos actividades y por ello a las personas amantes del pañal y con intereses en ser tratados como bebes se les denomina  "AB/DLs". Existe una gran variedad de pañales y pantalones de goma con "impresiones" o decoraciones como dibujos y figuras, los cuales están hechos a medidas de adulto, aunque comúnmente también son utilizados los pañales médicos para personas con problemas de incontinencia.